# Magnificat (časopis)
Magnificat je časopis za liturgijsku glazbu Vrhbosanske nadbiskupije. Pokrenut je 2007. a prvi glavni urednik je Marko Stanušić, svećenik Vrhbosanske nadbiskupije i crkveni glazbenik.